# Ill Niño
För väderfenomenet, se El Niño.
Ill Niño är ett amerikanskt metalband med latinamerikanska rötter, bildat i New Jersey i slutet av 1990-talet. Debutalbumet Revolution Revolución lanserades 2001.

## Medlemmar
Nuvarande medlemmar
- Dave Chavarri – trummor (1998– )
- Lazaro Pina – basgitarr (1999– )
- Daniel Couto – slagverk (2003–2013, 2019– )
- Marcos Leal – sång (2019– )
- Jes De Hoyos – sologitarr (2019– )
- Salvadore Dominguez – rytmgitarr (2019– )

Tidigare medlemmar
- Daniel Gomez – rytmgitarr (1998)
- Jorge Rosado – sång (1999–2000)
- Marc Rizzo – gitarr (1998–2003)
- Roger Vasquez – slagverk (2000–2003)
- Jardel Martins Paisante – gitarr (1999–2006)
- Cristian Machado – sång (2000–2020), basgitarr (1998–2000)
- Ahrue Luster – sologitarr (2003–2020)
- Diego Verduzco – rytmgitarr (2006–2020)
- Oscar Santiago – slagverk (2013–2020)

## Diskografi
Demo
- 2008 – Demo Sessions

Studioalbum
- 2001 – Revolution Revolución
- 2003 – Confession
- 2005 – One Nation Underground
- 2008 – Enigma
- 2010 – Dead New World
- 2012 – Epedimia
- 2014 – Till Death, La Familia
- 2021 – IllMortals

EP
- 1999 – El Niño
- 2000 – Ill Niño
- 2006 – The Undercover Sessions

Singlar (topp 10 på US Main. Rock)
- 2007 – "The Alibi of Tyrants" (#9)
- 2010 – "Against the Wall" (#1)
- 2010 – "Bleed Like You" (#1)
- 2013 – "Forgive Me Father" (#10)
- 2014 – "Live Like There's No Tomorrow" (#1)
- 2014 – "I'm Not the Enemy" (#5)
- 2015 – "Blood Is Thicker Than Water" (#1)

Samlingsalbum
- 2006 – The Best of Ill Niño

Videor
- 2004 – Live from the Eye of the Storm (DVD)

## Övrigt
Ill Niños trummis Dave Chavarri har producerat albumet My Own Army (2009) av den italienska gruppen Exilia.